# ラグビーリーグナインズ
ラグビーリーグナインズ（英: Rugby league nines、あるいは単にナインズ）は、各チーム9人の選手でプレーされるラグビーリーグフットボールの変種である。この競技は13人制のラグビーリーグと実質的に同じであり、規則にいくらかの差異があり、試合時間がより短かい。ナインズは、試合時間が短く、大会を1日または単一の週末で完了することができるため、大抵はフェスティバルでプレーされる。類似したラグビーリーグセブンズ（7人制ラグビーリーグ）よりも人気が高くなってきており、ラグビーユニオンセブンズ（7人制ラグビーユニオン）との差別化のために多くの大会がナインズを採用している。

## 競技規則
ナインズの競技規則は標準のラグビーリーグ競技規則と同じであるが、以下の例外がある。
- 各チームは最大15人の選手のスカッドが許され、フィールド上には同時に9人を越える選手が出てはならない。指名された4人の控え選手については無制限の交代が可能である。
- 試合は15分で、前後半はそれぞれ7分半である。ハーフタイムのインターバルはないが、エンドを変更するために最大1分が許されている。各ハーフはプレースキックで始まる。
- スクラムは5人以下のフォワードから成り、フロントローは最大3人、セカンドローは最大2人である。ボールがスクラム内にある時は、各チーム4人以下がバックスとして行動するものとする。ボールはセカンドローの足の後方から出なければならない。
- トライ成功後のコンバージョンはドロップキックの形式で行う。得点した側のチームはトライラインの後方に撤退しなくてもよいが、コンバージョンの試みに干渉してはならない。
- 点が入った後、得点された側のチームがハーフウェイラインの中央からタップリスタートで試合を再開する。
- チームにペナルティーが与えられた時、反則が起こった場所の10メートル前方からタップでプレーを開始しなければならない。
- 選手による不正行為が起きた場合、審判は当該選手を5分間の出場停止とすることができる。主要なナインズの大会であるカーネギー・フラッドライト・ナインズ（英語版）では、これは2分間に短縮されている[1]。

## NRLオークランド・ナインズ
正規のナショナルラグビーリーグの試合と異なる主な規則変更は以下である。
- 前後半9分、ハーフタイム2分
- フィールド上に各チーム9人で6人の無制限の交代選手
- スクラムは二重のノックオン後にのみ作られ、攻撃側がどちら側からボールをフィードするかを選択する。
- ビデオ審判はない。1名のオンフィールド審判がいる。
- 同点の場合、予選ラウンドでは5分間のゴールデントライ方式の延長戦、決勝ラウンドでは制限時間無しのゴールデントライ方式の延長戦が行われる。
- 40/20[2]後はタップで試合再開する。
- ポストの下のボーナスゾーンでのトライは5点で、2点のドロップキックコンバージョンが試みられる。
- 得点したチームはドロップキックでプレーを再開する。
- 3分間のシンビン（一時的な出場停止）
- 5回のタックルで攻守交替

## 主要大会
- ラグビーリーグ・ワールドカップ・ナインズ（英語版）
- パシフィックゲームズのラグビーリーグ競技（英語版）
- NRLオークランド・ナインズ（英語版）
- カブラマッタ・インターナショナル・ナインズ（英語版）
- ロンドン・ナインズ（英語版）
- スーパーリーグ・ワールド・ナインズ（英語版）